# Toxomerus ochraceus
Toxomerus ochraceus är en tvåvingeart som först beskrevs av Hull 1942.  Toxomerus ochraceus ingår i släktet Toxomerus och familjen blomflugor.
Artens utbredningsområde är Colombia. Inga underarter finns listade i Catalogue of Life.